# Vehkasaari (ö i Södra Savolax, S:t Michel, lat 62,09, long 27,12)
Vehkasaari är en ö i Finland. Den ligger i sjön Kyyvesi och i kommunen Sankt Michel i den ekonomiska regionen  S:t Michel och landskapet Södra Savolax, i den södra delen av landet, 240 km nordost om huvudstaden Helsingfors. Öns area är 10,9 hektar och dess största längd är 0,9 kilometer i nord-sydlig riktning.